# Amy Schumer
Amy Beth Schumer (Manhattan, Nueva York; 1 de junio de 1981) es una actriz, directora, comediante, guionista y productora estadounidense. Quedó en cuarto lugar en la quinta temporada de Last Comic Standing de la NBC, y en segundo lugar en Reality Bites Back de Comedy Central. En 2012, ocupó un papel recurrente en la serie Delocated de Adult Swim. Es la protagonista de la serie de sketches Inside Amy Schumer, que se estrenó en Comedy Central el 30 de abril de 2013. 

## Biografía

### Primeros años
Schumer nació en el Upper East Side de Manhattan, hija de Sandra y Gordon Schumer, quien era dueño de una empresa de muebles para bebés. Tiene una hermana menor, Kimberly —escritora de comedia y productora—, y un hermano, Jason Stein —músico en Chicago—. Gordon es un primo del senador estadounidense Chuck Schumer, lo que hace que Amy sea su sobrina segunda. Su bisabuela, Estelle Schumer, fue una contrabandista en Manhattan.
El padre de Schumer es judío y su madre es de origen protestante (de ascendencia inglesa, alemana, escocesa y galesa). Se crio en el judaísmo. Su madrina es la actriz Judith Light, quien era su vecina. Creció en una familia acomodada en Manhattan y Long Island. Su familia fue a la quiebra cuando tenía nueve años, y su padre fue diagnosticado con esclerosis múltiple. Sus padres se divorciaron tres años después. Asistió a la Escuela Secundaria South Side en Rockville Centre y fue elegida Class Clown («Payaso de la clase») y Teacher's Worst Nightmare («La peor pesadilla del profesor») después de su graduación en 1999. Se graduó de la Universidad Towson en 2003 con una licenciatura en teatro. Se trasladó a la ciudad de Nueva York al finalizar la universidad, donde estudió dos años en el William Esper Estudio y trabajó como barman y camarera.

### Carrera televisiva

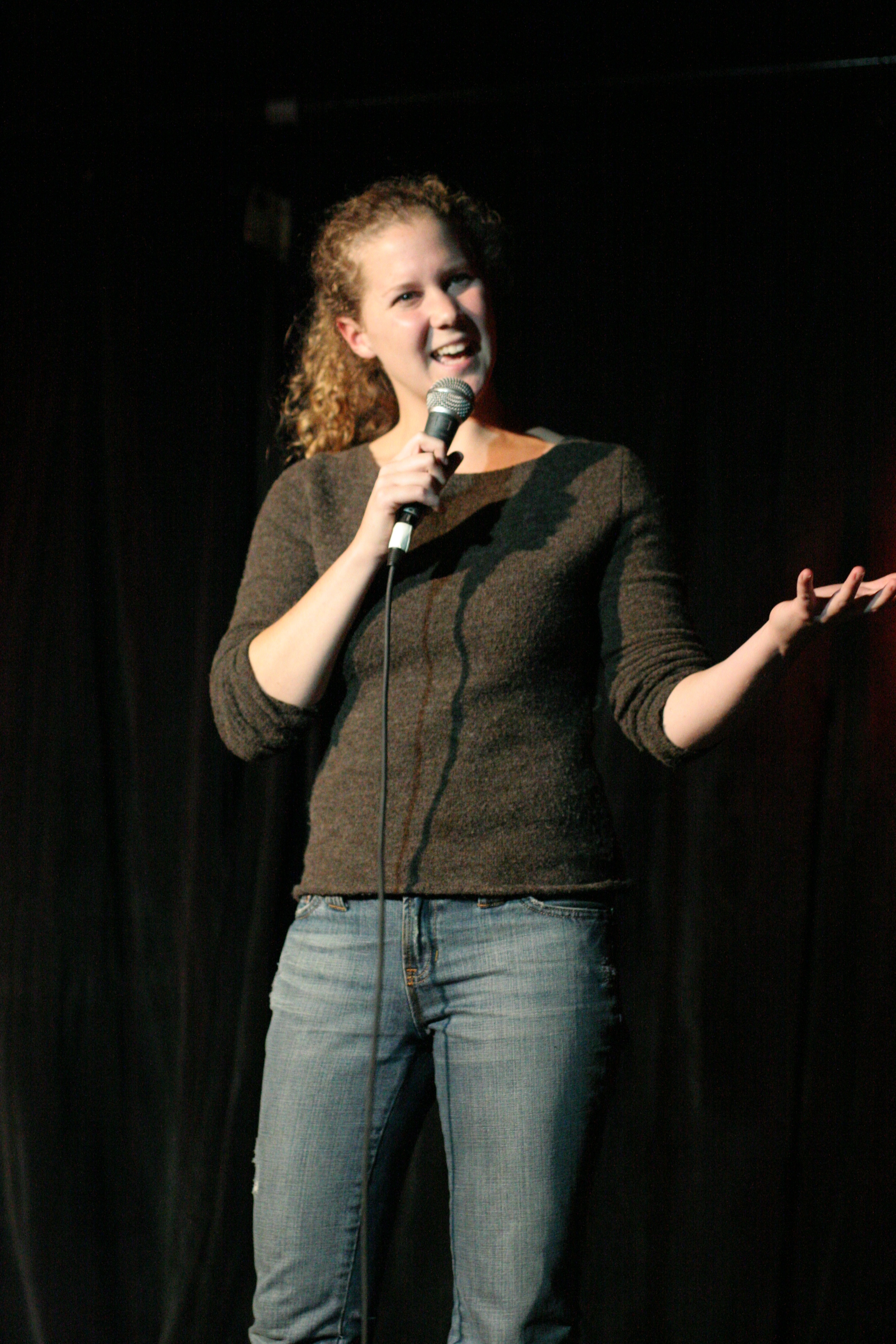
Amy Schumer en una presentación en 2006.

En 1992, trabajó como extra en el drama musical Newsies, donde fue vestida como un chico. Retrató a una mujer joven que era diagnosticada con cáncer de mama en la comedia de off-Broadway Keeping Abreast. Empezó a hacer comedia en vivo el 1 de junio de 2004, cuando actuó por primera vez en el Gotham Comedy Club. Grabó un episodio de Live at Gotham para Comedy Central antes de aparecer en Last Comic Standing; en agosto de 2012 dijo que pensó en el episodio como su «gran oportunidad». Ha expresado que su comedia fue influenciada por Judy Gold, Wendy Liebman, Sarah Silverman, Margaret Cho, Kathy Griffin, Joan Rivers, Carol Burnett y Lucille Ball.
Después de no pasar una audición para una temporada anterior, avanzó a la final de la quinta temporada del reality show de talentos de televisión de NBC Last Comic Standing y se colocó en el cuarto lugar. En abril de 2011, dijo que «Last Comic fue totalmente divertido. Me lo pasé muy bien porque no había presión sobre mí; había estado haciendo stand-up por casi dos años. No tenía que hacerlo todo bien. Así que cada vez que avanzaba era una feliz sorpresa. Me mantuve honrada en el programa y me sirvió de mucho».
Coprotagonizó el reality show de Comedy Central Reality Bites Back en 2008. En 2009, apareció en una campaña publicitaria para Butterfinger.
Schumer es una invitada recurrente en el programa nocturno Red Eye with Greg Gutfeld de Fox News. Su primer especial en Comedy Central Presents fue emitido el 2 de abril de 2010. Se desempeñó como coanfitriona de A Different Spin with Mark Hoppus (más tarde titulado Hoppus on Music) en 2011. También ha escrito para Cosmopolitan.
Hizo un episodio (el #154) del podcast WTF with Marc Maron el 3 de marzo de 2011, en el que habla de sus primeros años con mayor detalle.
Ha aparecido en la serie de comedia de la NBC 30 Rock, el falso documental de Adult Swim Delocated, la serie de HBO Curb Your Enthusiasm y Girls. Actuó en tres películas en 2012: la comedia independiente Price Check, el drama cómico Buscando un amigo para el fin del mundo y la comedia independiente Sleepwalk with Me. También apareció en The Comedy Central Roast de Charlie Sheen en septiembre de 2011 y en The Comedy Central Roast de Roseanne Barr en agosto de 2012.
Su álbum de comedia en vivo Cutting fue lanzado el 25 de abril de 2011. Su comedia en vivo especial Mostly Sex Stuff se estrenó en Comedy Central el 18 de agosto de 2012 con críticas positivas.
En febrero de 2012, dijo que «no me gusta la comedia de observación. Me gusta hacerle frente a cosas de las que nadie más habla, como los temas más oscuros y serios acerca de ti mismo. Hablo de la vida, sexo e historias personales y esas cosas con las que todo el mundo puede relacionarse, y otros no».
En junio de 2012, comenzó a trabajar en una serie de comedia para Comedy Central. El programa cuenta con imágenes tomadas por Schumer jugando a «versiones aumentadas» de sí misma. Las fotos están unidas entre sí con imágenes en vivo de ella. El programa, titulado Inside Amy Schumer, se estrenó en Comedy Central el 30 de abril de 2013. Inside Amy Schumer fue seguido por una segunda temporada que comenzó en 2014. Una miniserie detrás del espectáculo, titulada Behind Amy Schumer, se estrenó en 2012.
En 2014, emprendió su Back Door Tour para promover la segunda temporada de su programa. El espectáculo contó con un acto de clausura de Bridget Everett, a quien Schumer cita como su intérprete en vivo favorito. También apareció como única invitada en un episodio de la serie web Comedians in Cars Getting Coffee, del comediante Jerry Seinfeld, en 2014.
Escribió y protagonizó su primera película, Trainwreck, con Bill Hader, que fue lanzada en Estados Unidos en julio de 2015.

### Vida personal
Ha salido con el luchador profesional Dolph Ziggler, aunque ella rompió con él porque «el sexo era demasiado atlético». También ha salido con el comediante Anthony Jeselnik.
En enero de 2016, declaró que estaba en una relación con Ben Hanisch, un diseñador de muebles de Chicago. Su representante anunció en mayo de 2017 que habían terminado.
Schumer se casó con el chef y granjero Chris Fischer el 1  de febrero de 2018 en Malibú, California. En octubre de 2018, anunció que estaba esperando su primer hijo. El 5 de mayo de 2019, Schumer dio a luz a un niño, Gene Attler.

### Controversias
Ha sido acusada en repetidas ocasiones de robar múltiples chistes de otros comediantes y usarlos en sus presentaciones. Ella se ha defendido en redes sociales y en programas de T.V mencionando: "no lo he hecho", "nunca robaría chistes de otros". Se han mostrado pruebas donde, en efecto, muchos de sus chistes son iguales y/o demasiado parecidos a los de otros cómicos. Después de esto, mantuvo su postura diciendo: "nunca había visto esas presentaciones" y "haría una prueba de polígrafo si es necesario".

## Filmografía

### Cine
| Año  | Título                                    | Papel           | Notas         |
| ---- | ----------------------------------------- | --------------- | ------------- |
| 2006 | Sense Memory                              |                 | Cortometraje  |
| 2012 | Sleepwalk with Me                         | Amy             | Sin acreditar |
| 2012 | Price Check                               | Lila            |               |
| 2012 | Seeking a Friend for the End of the World | Lacey           |               |
| 2015 | Trainwreck                                | Amy Townsend    | Coguionista   |
| 2017 | Snatched                                  | Emily Middleton |               |
| 2017 | Thank You for Your Service                | Amanda Doster   |               |
| 2018 | I Feel Pretty                             | Reene           | Protagonista  |
| 2021 | The Humans                                | Aimee Blake     |               |
| 2023 | Trolls Band Together                      | Velvet (Voz)    |               |
| 2024 | Unfrosted                                 | Marjorie Post   |               |

### Televisión
| Año       | Título                                | Papel                        | Notas                                       |
| --------- | ------------------------------------- | ---------------------------- | ------------------------------------------- |
| 2007      | Live at Gotham                        | Ella misma                   | Episodio 2.6                                |
| 2007      | Last Comic Standing                   | Ella misma                   | 7 episodios                                 |
| 2008      | Reality Bites Back                    | Ella misma                   | 7 episodios                                 |
| 2009      | Cupid                                 | Heather                      | Episode: "The Tommy Brown Affair"           |
| 2009      | 30 Rock                               | Estilista                    | Episodio: «Mamma Mia»                       |
| 2010      | John Oliver's New York Stand-Up Show  | Ella misma                   | Episodio 1.4                                |
| 2010      | Comedy Central Presents               | Ella misma                   | Especial en vivo, temporada 14, episodio 14 |
| 2011      | Curb Your Enthusiasm                  | Compañera de equipo #2       | Episodio: «Mister Softee»                   |
| 2011      | Comedy Central Roast of Charlie Sheen | Participante                 | Especial de televisión                      |
| 2012      | Delocated                             | Trish                        | 8 episodios                                 |
| 2012      | Louie                                 | Diane                        | Voz Episodio: «Barney/Never»                |
| 2012      | Comedy Central Roast of Roseanne Barr | Participante                 | Especial de televisión                      |
| 2012      | Amy Schumer: Mostly Sex Stuff         | Ella misma                   | Especial en vivo                            |
| 2012      | Dave's Old Porn                       | Ella misma                   | Episodio 2.3                                |
| 2013–2014 | Girls                                 | Angie                        | 2 episodios                                 |
| 2013–2016 | Inside Amy Schumer                    | Ella misma Varios personajes | Creadora, escritora, productora ejecutiva   |
| 2015      | Saturday Night Live                   | Ella misma (presentadora)    | Episodio: "Amy Schumer/The Weeknd"          |
| 2015      | 2015 MTV Movie Awards                 | Ella misma (anfitriona)      | Especial de televisión                      |
| 2016      | The Simpsons                          | Mrs. Burns (voz)             | Episodio:"Monty Burns' Fleeing Circus"      |
| 2016      | Family Guy                            | Factory Crew Leader (voz)    | Episodio: "The Boys in the Band"            |
| 2017      | Amy Schumer: The Leather Special      | Ella misma                   | Especial de televisión (Netflix)            |
| 2018      | Saturday Night Live                   | Ella misma (presentadora)    | Episodio: "Amy Schumer/Kacey Musgraves"     |
| 2019      | Amy Schumer: Growing                  | Ella misma                   | Especial de televisión (Netflix)            |
| 2020      | Amy Schumer Learns to Cook            | Ella misma (presentadora)    | 8 episodios                                 |
| 2022      | 94.ª edición de los Premios Óscar     | Ella misma (anfitriona)      | Especial de televisión                      |
| 2022      | Only Murders in the Building          | Ella misma                   | Estrella invitada                           |

## Premios y nominaciones
| Premios Globo de Oro | Premios Globo de Oro                                   | Premios Globo de Oro                     | Premios Globo de Oro | Premios Globo de Oro |
| Año                  | Categoría                                              | Trabajo nominado                         | Resultado            | Ref.                 |
| -------------------- | ------------------------------------------------------ | ---------------------------------------- | -------------------- | -------------------- |
| 2016                 | Mejor actriz - Comedia o musical                       | Trainwreck                               | Nominada             | [ 43 ]               |
| 2023                 | Mejor Interpretación de Coemdia Stand-Up en televisión | Amy Schumer: Emergency Contact (Netflix) | Nominada             | [ 43 ]               |

| Premios Primetime Emmy | Premios Primetime Emmy                         | Premios Primetime Emmy          | Premios Primetime Emmy | Premios Primetime Emmy |
| Año                    | Categoría                                      | Trabajo nominado                | Resultado              | Ref.                   |
| ---------------------- | ---------------------------------------------- | ------------------------------- | ---------------------- | ---------------------- |
| 2014                   | Mejor guion para una serie de variedad         | Inside Amy Schumer              | Nominada               | [ 44 ]                 |
| 2015                   | Mejor serie de variedad con sketck             | Inside Amy Schumer              | Ganadora               | [ 44 ]                 |
| 2015                   | Mejor dirección para una serie de variedad     | Inside Amy Schumer              | Nominada               | [ 44 ]                 |
| 2015                   | Mejor guion para una serie de variedad         | Inside Amy Schumer              | Nominada               | [ 44 ]                 |
| 2015                   | Mejor actriz principal en una serie de Comedia | Inside Amy Schumer              | Nominada               | [ 44 ]                 |
| 2016                   | Mejor especial de variedades                   | Amy Schumer: Live at the Apollo | Nominada               | [ 44 ]                 |
| 2016                   | Mejor guion para un especial de variedades     | Amy Schumer: Live at the Apollo | Nominada               | [ 44 ]                 |
| 2016                   | Mejor serie de variedad con sketck             | Inside Amy Schumer              | Nominada               | [ 44 ]                 |
| 2016                   | Mejor guion para una serie de variedad         | Inside Amy Schumer              | Nominada               | [ 44 ]                 |
| 2016                   | Mejor actriz principal en una serie de Comedia | Inside Amy Schumer              | Nominada               | [ 44 ]                 |
| 2016                   | Mejor actriz invitada en una serie de Comedia  | Saturday Night Live             | Nominada               | [ 44 ]                 |
| 2019                   | Mejor guion para un especial de variedades     | Amy Schumer Growing             | Pendiente              | [ 44 ]                 |

| Premios Grammy | Premios Grammy         | Premios Grammy                      | Premios Grammy | Premios Grammy |
| Año            | Categoría              | Trabajo nominado                    | Resultado      | Ref.           |
| -------------- | ---------------------- | ----------------------------------- | -------------- | -------------- |
| 2017           | Mejor álbum de comedia | Live at the Apollo                  | Nominada       | [ 45 ]         |
| 2017           | Mejor álbum hablado    | The Girl With the Lower Back Tattoo | Nominada       | [ 45 ]         |

| Premios Tony | Premios Tony                       | Premios Tony     | Premios Tony | Premios Tony |
| Año          | Categoría                          | Trabajo nominado | Resultado    | Ref.         |
| ------------ | ---------------------------------- | ---------------- | ------------ | ------------ |
| 2018         | Mejor actriz en una obra de teatro | Meteor Shower    | Nominada     | [ 46 ]       |

### Otros premios
| Año  | Premio                           | Categoría                                       | Trabajo nominado      | Resultado |
| ---- | -------------------------------- | ----------------------------------------------- | --------------------- | --------- |
| 2014 | American Comedy Award            | Mejor Actriz de Comedia - Televisión            | Inside Amy Schumer    | Nominado  |
| 2014 | Critics' Choice Television Award | Mejor Actriz en una Serie de Comedia            | Inside Amy Schumer    | Nominado  |
| 2014 | Dorian Award                     | Wilde Wit of the Year                           | Wilde Wit of the Year | Nominado  |
| 2015 | People's Choice Award            | Programa de sketchs favorito                    | Inside Amy Schumer    | Nominado  |
| 2015 | Writers Guild of America Award   | Comedia/Variedad (incluyendo diálogos) – Series | Inside Amy Schumer    | Nominado  |